# Zinc natif
Le zinc natif est une espèce minérale naturelle rare, corps simple métallique de formule chimique Zn correspondant principalement à l'élément chimique zinc. 
Le zinc appartient à la classe minéralogique des éléments natifs, il s'agit d'un métal natif rare et modérément dense. 

## Historique de la description et de l'appellation
L'espèce minérale est reconnue par la tradition minière depuis les temps préhistoriques. Ce ne serait pas le cas pour la tradition savante métallurgique européenne, qui nomme "étain des Indes" ce métal importé d'Asie lointaine dès le XIIe siècle. Le quasi-monopole d'importation lusitanien au début du XVIe siècle, après les marchands arabes et avant les Compagnies des Hollandais, nous a laissé l'étain de Malaque ou étain en chapeau pour ce zinc toujours importé des Indes orientales sous forme de pains pyramidaux. 
Les géotypes retenus par l'IMA sont ceux de la mine de galène Elsa, près de la colline de Keno, sur le territoire du Yukon, au Canada et de la mine Dulcinée, secteur de Cachiyuyo dans le district des Llampos de la préfecture de Copiapó, dans le désert d'Atacama au Chili.
Les iatrochimistes à la suite de Paracelse (1493-1541) l'ont nommé "Zinke(n)" en langue tudesque ou zincum en latin médiéval à la fois d'après la théorie de l'acidité postulée après 1526 et l'observation commune des dentelles hachées ou dentrites que la matière métallique formait en se condensant après été volatilisée dans les fours de fusion. Ce mot allemand emprunté au dialecte alémanique signifie un objet pointu, dentelé, à piquant, à pointe de fourche. Comme le zinc est cassant et n'a pas de cohésion mécanique remarquable, il n'a jamais été considéré comme un métal par les alchimistes médiévaux ou par la tradition de la chimie technique. 

## Cristallographie et cristallochimie
La maille de son système cristallin est hexagonale compacte. Le réseau hexagonal est déformé, allongé, ce qui confère des propriétés anisotropiques aux cristaux.
Ce minéral fait partie du petit "groupe du zinc", rassemblant des éléments natifs métalliques de même groupe de symétrie. 
Mais il s'agit précisément des métaux zinc et cadmium selon la classification de Dana ou du cadmium, du rhénium, du zinc et du titane dans la classification de Strunz.

## Propriétés physiques et chimiques, toxicologie
Il s'agit d'un métal blanc brillant, légèrement bleuâtre, fragile et cassant à température ordinaire, malléable et ductile entre 100 °C et 130 °C, puis à nouveau cassant, voire pulvérisable par un pilon dans un mortier vers 200 °C ou 250 °C. Ce métal est assez bon conducteur de la chaleur et de l'électricité, de l'ordre de 27 % des conductivités thermique et électrique du cuivre. Il est moins mou que le métal cadmium. Il laisse une trace gris-blanche quand on le frotte sur le papier.
Il existe trois formes allotropiques, la forme α stable à températures inférieures à 175 °C qui est celle du zinc natif, la forme β transitoire entre 175 °C et 300 °C, et la forme γ aux plus fortes températures. 
Le zinc se ternit à l'air, mais il résiste modérément à la corrosion en milieu neutre ou alcalin. Le zinc est inaltérable à froid dans l'air sec, l'altération superficielle à l'air humide est drastiquement limitée, voire arrêtée par une patine légèrement grise ou blanchâtre que les Anciens appelaient "hydrocarbonate d'oxyde de zinc". Cette couche passivante est formée de carbonates basiques ou hydroxy-carbonates de zinc peu soluble, couvrant, de formule générique Zn(OH)x(CO3)y. Le composé le plus connu est l'hydrozinguite Zn5(OH)6(CO3)2 .
Le zinc est soluble facilement dans les acides forts, avec dégagement de gaz hydrogène, ainsi que dans les bases fortes. Il est même parfois assez facilement soluble même dans les acides faibles si le zinc n'est pas très pur (effet de pile en milieu aqueux).
Lorsque le zinc est très pur, la réaction est lente, mais elle peut être vive avec quelques impuretés :
Zn corps simple métal blanc + 2 HClaqueux liquide acide fumant  →  ZnCl2 aqueux + H2 gaz
Le zinc se dissout dans les solutions aqueuses de chlorure de sodium NaCl, de sulfates, comme Na2SO4 ou CaSO4
Chauffé à l'air, il brûle générant une lumière bleu-vert caractéristique du test de flamme, laissant un oxyde ZnO. Les vapeurs de zinc  s'enflamment en laissant des flammèches blanches éclatantes vers 500 °C qu'utilisent les « étoiles » des feux d'artifice. Dans un flux d'air, l'oxyde de zinc infusible forme des flocons légers qui flottent, jaunes à hautes températures et blancs à froid..
2 Zn solide cristal + O2 gaz  →  2 ZnO flocons légers dans l'air ou poudre blanche dans les parties froides confinées  avec {\displaystyle \Delta H=-698kJ/mol~}
Les poussières de zinc qui apparaissent par condensation des vapeurs de zinc dans une phase gazeuse chimiquement inerte, comme l'azote ou le dioxyde de carbone, possèdent de grandes surfaces spécifiques. Elle présente une réactivité exacerbée par rapport au zinc métal, corps solide compacte ou matière condensée massive.

### Analyse, distinction
La teneur en zinc peut être déterminée par diverses analyses spectrales. L'analyse chimique (destructive) passe par la précipitation de ZnS dans une solution de NH4HS.  
Le zinc natif peut être pratiquement pur, à 99 %, il peut contenir des traces de zinc, de cuivre, du plomb, de l'étain, mais aussi du fer, du chrome ou du manganèse, des minéraux, comme la galène... 
Le zinc géotype correspond en moyenne par analyse physique à Zn ~ 90% en masse , des impuretés de Sn,Pb,Cd ~ 10% et des traces de Fe, Mn, B, Si, Cu, Ag, Ba, Ca.

### Toxicologie
Les poussières de zinc sont toxiques à fortes doses.
Les vapeurs de zinc chauffés à ébullition, les sels solubles de zinc ainsi que les vapeurs de l'oxyde de zinc sont éminemment dangereux et toxiques.
En très faible quantité, le zinc est un oligo-élément, indispensable aux organismes végétaux et animaux. Il active les enzymes, influence la croissance. Le corps en contient 2 g à 4 g. Les ouvriers des usines métallurgiques de zincage, plus souvent que les ouvriers zingueurs du bâtiment, affirment que la vie à proximité de dépôt de lames de zinc, ou de barres de zinc et/ou des cuves d'électrolyse confère une belle chevelure.

## Gîtologie, occurrences et gisements
L'essentiel des échantillons a une taille millimétrique, sous forme de plaquettes irrégulières, traversées ou hachées de stries avec une surface irrégulière en monticules ("hummocks" en anglais). On trouve le zinc natif dans la sphalérite oxydée des exhalaisons volcaniques, ainsi que dans les roches concentrées à base de platinoïdes, comme les "concentrés de platine".
Le zinc est un produit d'oxydation de la sphalérite, par exemple dans le Yukon à Keno Hill, ou bien de divers déchets d'industries métallurgiques à base de zinc. Il peut aussi se retrouver dispersés dans les dépôts alluvionnaires, par exemple en Arménie du Nord.
Le zinc natif est aussi présent dans des roches intrusives, telles que celles de Ust'-Khannin intrusive, dans le bassin de la rivière Vilyui, sur le vaste plateau de trapps de Sibérie orientale.
Les cosmonautes russes ont trouvé de simples pépites micrométriques dans les régolithes lunaires, par exemple dans la Mare Crisium..
Association : argent natif, fer natif, cuivre natif, plomb natif, étain natif, sphalérite oxydée, oxyde de manganèse, cérusite, anglésite, freibergite, galène, sphalérite, djurléite, cuprite, oxydes divers, fluorite, baryte, quartz, smithsonite...  	

### Gisements caractéristiques
- Allemagne
- Autriche

Sankt Gertraudi, Rattenberg et secteur de Schwaz, Brixlegg, Vallée de l'Inn, Tyrol
- Australie

carrière de Brunswick, district du Grand Melbourne, état du Victoria
- Arménie (et Géorgie)

petite granules dans les dépôts alluviaux d'Arménie du Nord
- Belgique

ancien dépotoir minier de stériles, Dilsem-Stokkem, Limbourg
- Canada

Keno Hill, Yukon
- Chili

Dulcinea de Llampos, Mine de cuivre, Copiapo(s)
- Chine
- États-Unis

Mine du Mont Rond, district oriental cuprozincifère, Monts Klamath, comté Shasta, Californie
- Grande Bretagne

déchet de matte déversé dans le vallon-dépotoir de Tindale, City of Carlisle District, Cumbria
- Guinée

bassin de la rivière Bafing, district de Dinguiraye, Faranah
- Italie

Val Calamento, Telve, Trentin-Haut-Adige
- Kazakhstan

Syrymbet, province du nord
- Norvège

dépôt cuivrique de Skaudalen, Rissa, Sør-Trøndelag
- Russie (République de Sakha)

roche intrusive Ust’-Khann’ya en bas des bassins des rivières Khann’ya et Vilyui, plateaux de Sibérie orientale
roche intrusive du Billeekh ...

## Usages
Le zinc natif peut être évidemment récupéré, mais, trop rare et insignifiant en quantité, il ne présente aucun intérêt industriel. La métallurgie du zinc part des principaux minerais de zinc, des gisements primaires d'origine magmatique ou secondaires de formation sédimentaire qui contiennent généralement aussi du plomb, du fer et du cuivre.
L'essor industriel de la production du zinc ne date que du XVIIIe siècle en Europe. La galvanisation à chaud puis électrolytique a permis l'essor de l'architecture de fer, ainsi que la protection des fils télégraphiques à la fin du siècle suivant. Au-delà du zincage, les feuilles de zinc ont permis de couvrir et protéger, à faible charge sur les structures portantes, les couvertures des toitures, tout en réalisant des gouttières, des bassins ou des baignoires.